# Divna Ljubojević
Divna Ljubojević, cyr. Дивна Љубојевић (ur. 7 kwietnia 1970 w Belgradzie) – serbska wokalistka oraz założycielka, dyrygent i kierownik artystyczny chóru Melodi.

## Życiorys
Jako dziecko śpiewała w klasztornym chórze. Jest absolwentką szkoły muzycznej w Belgradzie i Akademii Muzycznej w Nowym Sadzie. W 1991 założyła chór Melodi wykonujący tradycyjną prawosławną muzykę cerkiewną z obszarów Serbii, Bułgarii, Rosji i Bizancjum. Wraz z chórem występowała w kilkunastu krajach dając ponad sześćset koncertów.

## Dyskografia
- Melodi
- Živonosni istočnik
- Slavoslovije
- Božanstvena Liturgija Sv. Jovana Zlatoustog
- Koncerti Divna & Melodi
- Divna en concert
- Mysteres Byzantins
- Lumieres du Chant Byzantin
- La Divine Liturgie de Saint Jean Chrisostome
- La Gloire de Byzance